# Giselle Ecury
Giselle Marie Ecury (Aruba, 2 september 1953) is een schrijfster en dichter van Nederlands-Arubaanse afkomst.

## Leven
Giselle Ecury werd geboren op Aruba als het jongste kind van haar Nederlandse moeder en haar op Curaçao geboren, Arubaans opgevoede vader, in een gezin met drie kinderen: ze heeft een broer en een zus. Haar vader was een zakenman die auto’s importeerde en in onroerend goed handelde. Hij was de oudste van 13 kinderen; één van zijn jongere broers was Boy Ecury, die tijdens de Tweede Wereldoorlog betrokken was bij het verzet in Nederland en die begin november 1944 verraden en gefusilleerd werd.
Giselle kreeg op latere leeftijd  het meeste contact met de jongste twee zussen van haar vader: Nydia Ecury, die dichteres en lerares Engels was op Curaçao, en Yvette die in Hilversum woonde waar ze werkte bij de Wereldomroep.
Na een ongeval van een jongere zus van haar moeder, raakte deze tante Els deels verlamd. Zij moest in Nederland verpleegd worden en het gezin waarvan Giselle deel uitmaakte verkaste daarom in 1960 van Aruba naar Bergen (Noord-Holland) om deze tante bij te staan. Na drie jaar verhuisde het gezin voor vijf jaar naar Blaricum, vervolgens naar Naarden.
Giselle volgde de lagere school en de MMS en na een tussenjaar besloot ze een vierjarige opleiding te gaan volgen aan een Hogere Beroepsopleiding in Den Haag voor een nijverheidsakte, de Akte NXX met pedagogisch getuigschrift. Daarna kwam zij als 22-jarige fulltime voor de klas als lerares handenarbeid, tekenen en gezondheidskunde op een school voor Huishoud- en Nijverheidsonderwijs in Roelofarendsveen. Ze bleef eerst wonen in Den Haag, maar verhuisde later naar Oegstgeest. Tien jaar oefende ze het leraarsvak uit. Ook werkte ze als gediplomeerd fitnessinstructeur in een fitnesscentrum.
Giselle Ecury trouwde in 1983 en heeft met haar eerste echtgenoot – een medisch specialist – gewoond in Dordrecht. Ze hielp hem met de administratie. In 1985 verruilden ze Dordrecht voor de Alblasserwaard. 
Een kleine advertentie in NRC Handelsblad bracht haar tot een cursus Creatief Schrijven bij de dichteres Anneke Reitsma in Den Haag. 
Via Sleeuwijk en Diemen kwam zij in 2000 in Schoorl te wonen.
Zij trad op in tal van plaatsen bij verschillende festivals en gelegenheden, in Nederland maar ook in de Verenigde Staten, Aruba en Curaçao.
Verder schreef en presenteerde zij jarenlang voor bruidsparen op verzoek de teksten van de trouwceremonie; zij reisde daarvoor zelfs naar o.a. Corfu en Zuid-Afrika en maakte daarvoor gebruik van haar website www.sfeervoltrouwen.nl.
In september van 2011 gaf Giselle Ecury de openingslezing in Berkeley aan de University of California van het congres Pluricontinental Connections in Dutch Colonial and Postcolonial Literature.
Op 5 mei 2017 hield Giselle Ecury de Madurolezing voor het Comité 4 & 5 mei, Amsterdam Zuidoost; zij sprak over haar oom, verzetsheld Boy Ecury.
Voor een kleed in de hoofdvestiging Alkmaar Centrum van de Bibliotheek Kennemerwaard werd een tekst van Giselle Ecury geselecteerd na een wedstrijd: ‘Hier ligt de wereld overzichtelijk aan je voeten. Op de achtergrond verslaat de bronzen klok van de Grote Kerk gestaag de eeuwigheid, waartegen niemand in Alkmaar zich verzet. Want hier vind je rust in duizenden woorden in dit luisterrijk, heerlijk heden.’
Giselle Ecury maakt deel uit van het Antilliaans-Nederlandse literaire gezelschap Simia Literario.

## Literair werk
Nadat Giselle Ecury in Schoorl was neergestreken,  begon zij van het schrijven haar werk te maken. Lang schreef zij een vaste column voor het tijdschrift van de Mazda MX-5 Club. Voor het Magazine van “De vrienden van het Nationale Ballet” maakte ze interviews met dansers of mensen achter de schermen. 
In 2005 maakte zij haar poëziedebuut met de bundel Terug die tijd. Zij werd ervoor uitgenodigd in het televisieprogramma Het Elfde Uur, gepresenteerd door Andries Knevel. Uit haar eerste bundel heeft zij op tal van plaatsen voorgelezen voor mensen die dementie in de familie leerden kennen.
In 2006 verscheen Ecury’s eerste roman, Erfdeel, die in 2009 gevolgd werd door de roman Glas in lood (2009), het jaar daarop door haar tweede dichtbundel: Vogelvlucht en in 2013 door haar derde roman: De rode appel. In 2023 verscheen haar derde dichtbundel: Door jou mag ik er zijn.
In 2011 gaf Giselle Ecury een lezing ter ere van de Wereld Alzheimer Dag in Eindhoven. Het gedenkboek Dwarrelende herinneringen bevat drie bijdragen van Ecury, twee gedichten betreffende haar ook dementerende tante Mia en een kort verhaal ter herinnering aan haar moeder, die leed aan vasculaire dementie en stierf in 2004.

## Thematiek
In wezen zijn alle romans van Giselle Ecury verhalen als variatie op de thematiek van identiteit en ontheemding, in een universum met de Nederlands-Caraïbische eilanden en Europa als polen. Erotiek en liefde zijn belangrijke motieven in haar proza. Ze komen ook veelvuldig voor in haar gedichten, maar daar focust zij ook vaak op de natuur en de kleine dagelijkse bezigheden van de mens.
Ecury’s debuutroman Erfdeel gaat over Carmen Gonzalez die al jong door haar Antilliaanse vader verlaten is, waarna haar nogal kille moeder naar Nederland verhuisde, waar Carmen opgroeit tussen weiden en koeien. Zij blikt terug op de ontmoeting met de zangeres Clara van Schoonhoven, wier leven  een spiegel van haar eigen leven werd: beiden hielden van zang, leefden altijd een sterk eigen leven en bleven kinderloos. Carmen keert terug naar haar geboorte-eiland op zoek naar sporen van haar vader, maar ontmoet alleen een dementerende tante. Ze besluit te scheiden, haar man blijkt haar bedrogen te hebben. De verdwenen Clara heeft Carmen haar huis nagelaten; uit een brief blijkt dat een lover de vader van Carmen was. Deze roman thematiseert de zoektocht naar de vader en de eigen identiteit. 
Glas in lood gaat over Clarissa die met haar dochter Inca in een tuindersdorp woont. Een oude buurman ontpopt zich tot een toegewijde stiefvader, tot het moment dat hij overlijdt. Maar het leven gaat door, zoals Clarissa zich realiseert, die gedurende haar jeugdjaren afwisselend op het Nederlandse platteland en Aruba woonde. Ook een liefde in Frankrijk, waar Inca’s vader, een glas-in-lood-zetter is omgekomen, brengt haar geen definitieve rust.
In De rode appel is Frankrijk het decor van de gebeurtenissen, zij het als deel van een verhaal over de ontwikkeling van de hoofdpersonen Nick en Elisabeth, die beiden wortels hebben in Nederland en op de Nederlands-Caraïbische eilanden. Liefde en lust speelt een rol in een verhaal over de vrijheid van de jonge generatie van de jaren zestig en zeventig, het daarop volgende feminisme en het gevecht om libertaire vrijheid tegenover de oudere generatie.

## Gepubliceerd werk
- Terug die tijd; Herinneringen aan dementie; Gedichten (Eigen beheer, 2005) (handelseditie ook in 2005: Schoorl: Conserve).
- Erfdeel (Schoorl: Conserve, 2006), roman.
- ‘Lichtspiegeling’, in Waarover we niet moeten praten; Nieuwe Surinaamse en Antilliaanse verhalen (Haarlem: in de Knipscheer, 2007, pp. 69-74), verhaal.
- ‘The struggle with Caribbean roots’. In: Leeward voices: Fresh perspectives on Papiamentu and the literatures and cultures of the ABS Islands. Proceedings of the ECICC-conference, Curaçao 2008. Volume I. Edited by Nicholas Faraclas, Ronald Severing, Christa Weijer, Liesbeth Echteld. Curaçao: FPI/UNA, 2009, pp. 111-119, Essay.
- Glas in lood; Roman (Haarlem: In de Knipscheer, 2009).
- Vogelvlucht; gedichten (Haarlem: In de Knipscheer, 2010).
- (met Olga Orman, redactie), Ontmoet Tula / Topa Tula (Simia Literario, 2012), bloemlezing van gedichten en één verhaal rond Tula, de leider van de opstand tegen slavernij in 1795 op Curaçao.
- De rode appel; Roman (Haarlem: In de Knipscheer, 2013).
- ‘Steps in History, Paces in Personal Lives.’ In: Shifting the Compass: Pluricontinental Connections in Dutch Colonial and Postcolonial Literature. Edited by Jeroen Dewulf, Olf Praamstra and Michiel van Kempen. Newcastle upon Tyne: Cambridhe Scholars Publishing, 2013, pp. 271-281, Essay.
- (met Steven de Lira), Met onze talenten maken we het verschil (Willemstad, Curaçao / Amsterdam: Stichting Young Talents United, 2013), Werkboek voor de jeugd van Curaçao.
- ‘Nydia Ecury schrijfster’. In: Vrouwen in de 20ste eeuw. Samengesteld door Els Kloek. Nijmegen: Vantilt, 2018, pp. 1213-1214, essay.
- Door jou mag ik er zijn; Gedichten (Haarlem: In de Knipscheer, 2023).

Verspreid werk van Giselle Ecury is opgenomen in de bloemlezingen Een palet vol – Bergen Egmond Schoorl (2008), Nostalgia na fin di Aña / Nostalgie aan het eind van het jaar (2009), Vaar naar de vuurtoren (2010), Wie ik ben/Ta ken mi ta (2011), Dwarrelende herinneringen (2011), Oog in oog (2012), De 100 beste gedichten voor de VSB Poëzieprijs 2012 (2012), Intercity München-Amsterdam (2015), Grenzenloos (2017), Heimwee naar Huiswerk (2017), Kus of ik zoen (2020) en Album van de Caraïbische Poëzie (2022). In de zaterdageditie van het Antilliaans Dagblad heeft Giselle Ecury met regelmaat de Middenpagina gevuld met interviews, recensies en artikelen.
In 2015 droeg Giselle bij aan het boekje Intercity München-Amsterdam, Sonderpunkt Verlag, Münster, met de allereerste aanzet voor haar vierde roman. Het betreft het verhaal over Ecury’s opa, die zij nooit gekend heeft, de vader van haar moeder.  
Ecury’s gedichten zijn gezongen door Roser Vives Batista.

## Over Giselle Ecury
- Wim Rutgers, '1999 Poëzie als troost. Igma Van Putte-de Windt. Jos Eustatia. Giselle Ecury.' In: Wim Rutgers, De brug van Paramaribo naar Willemstad. Curaçao: Fundashon pa Planifikashon di Idioma / Universiteit van de Nederlandse Antillen, 2007, pp. 259-262.
- Wim Rutgers, '04.8.1 Giselle Ecury: “dat verloren paradijs”.' In: Wim Rutgers, Balans; Arubaans Letterkundig Leven. De periode van Autonomie en Status Aparte 1954-2015. Aruba: Charuba, 2015/2016, pp. 214-220.
- Joop Leibbrand over de bundel Vogelvlucht in Meander Magazine, 18 januari 2011
- Jeroen Heuvel, ‘Omgaan met familiegeheimen’, over De rode appel
- Ezra de Haan, ‘Dingen gebeuren nu eenmaal.’ over De rode appel
- Pieter M. van Sterkenburg over het gedicht ‘Dividivi’
- Jeroen Heuvel, 'Giselle Ecury; Echte liefde.' op literatuurgeschiedenis.nl